# Lekkoatletyka na Letnich Igrzyskach Paraolimpijskich 2004 – pchnięcie kulą kl. F38 mężczyzn
W pchnięciu kulą kl. F38 (zawodnicy z porażeniem mózgowym stojący) mężczyzn podczas Letnich Igrzysk Paraolimpijskich 2004 rywalizowało ze sobą 9 zawodników.

## Wyniki

### Finał
| Poz. | Zawodnik             | Narodowość        | Rezultat | Uwagi |
| ---- | -------------------- | ----------------- | -------- | ----- |
| 1    | Oleksandr Doroszenko | Ukraina           | 14.87    | WR    |
| 2    | Thomas Loosch        | Niemcy            | 14.54    |       |
| 3    | Dusan Grezl          | Czechy            | 13.19    |       |
| 4    | Javad Herdani        | Iran              | 12.12    |       |
| 5    | Miroslav Janecek     | Czechy            | 12.11    |       |
| 6    | Roman Kolek          | Czechy            | 11.72    |       |
| 7    | James Shaw           | Kanada            | 11.56    |       |
| 8    | Fabian Michaels      | Południowa Afryka | 9.68     |       |
| 9    | Brian Harvey         | Australia         | 9.61     |       |